# Landázuri
Landázuri es un municipio del departamento de Santander, Colombia, forma parte de la provincia de Vélez. Su actividad económica se centra en la agricultura, principalmente en el cacao y en menor porcentaje en el café; la ganadería también hace parte de su economía en menor proporción .
Está situado al suroeste del departamento, a 286 kilómetros de Bucaramanga por la vía de Vélez y por la troncal panamericana vía Cimitarra 240 kilómetros de los cuales una parte no es aún pavimentada.

## Toponimia
Lleva este nombre a honor del ilustre colono y forjador del centro poblado, José María Landázuri, homenaje que le hiciera el señor Aquileo Parra.

## División Político-Administrativa
Además de su Cabecera municipal. Landázuri tiene bajo su jurisdicción los siguientes Centros poblados:
- Bajo Jordán
- Kilómetro 15
- Choroló
- La India
- Miralindo
- Plan de Armas
- Río Blanco
- San Ignacio del Opón

## Historia
Llamado en la época colonial Sábana Alta, posteriormente a comienzos del siglo XIX se denominó por algún corto tiempo Paraje de Belisario, a mediados de este siglo recibe el nombre de Colonia de Navajas.
Un acuerdo del Concejo Municipal de Bolívar dado el 9 de agosto de 1891 creó el corregimiento de Landázuri, adscrito a esa jurisdicción. La ordenanza 37 de 1944 creó la Inspección Departamental de Policía de Landázuri y la ordenanza 10 del 13 de diciembre de 1974 lo elevó a la categoría de municipio.
Su primer alcalde fue Carlos Pinto Cadena cuando en diciembre de 1974 esta población fue declarado municipio.

## Geografía

### Descripción física
En la actualidad el municipio presenta conflictos por límites territoriales, debido a que parte de su demarcación está dada por barreras topográficas naturales que físicamente lo limitan, pero no administrativamente.  Existe el caso de la zona norte del Municipio; la región de Chontorales, la cual es administrada en cierta forma por el Municipio de Cimitarra, debido a que los pobladores de esta área, pagan sus impuestos y ejercen el derecho al voto en este último Municipio. Similar comportamiento sucede al sur y al oriente del Municipio de Landázuri.  Algunas veredas de los Municipios de Vélez (San Ignacio, Puerto Rico, Mantellina Alta, Mantellina Media y Mantellina Baja) y Bolívar (Choroló Bajo, San Isidro, Villalicia), son administradas por el Municipio de Landázuri, y, de igual forma los pobladores de estas zonas sufragan en este Municipio.
Las situaciones relacionadas con la prestación de servicios principalmente de salud en las veredas limítrofes con el Municipio de Cimitarra, y su corregimiento de la India, han sido resueltas de común acuerdo entre los dirigentes locales veredales, pudiéndose afirmar, que en general no existen conflictos por la prestación de servicios, en razón de la homogeneidad en las condiciones, sociales, económicas y culturales existentes, que le han dado identidad al territorio.

### Límites del municipio
El municipio limita territorialmente por el Norte con el Municipio de Vélez, por el Sur con el Municipio de Bolívar, y el municipio de Vélez por el Oriente y por el Occidente con el Municipio Cimitarra, lindando físicamente con la serranía de los Yarigüíes.
- Altitud: 1100 metros.
- Latitud: 06º 13' 26" N
- Longitud: 073º 48' 46" O

Su altura respecto al nivel del mar tomada en la cabecera municipal es de 1100 metros, su punto más alto se encuentra en el cerro de Armas a 2000 metros sobre el nivel del mar y los corregimientos de Río Blanco y La India registran 500 metros sobre el nivel del mar.
Landázuri se encuentra en el flanco occidental de la cordillera oriental, formando parte del piedemonte que sirve de límite entre el Valle Medio del Magdalena y la cordillera. Su topografía se caracteriza por un relieve quebrado con pendientes de moderadas a fuertes taludes con alturas superiores a los 50 metros; presenta un drenaje de tipo subparalelo, conformado por arroyos y pequeñas quebradas.

## Clima
Su clima templado con temperaturas que oscilan entre 18° a 20 °C y para la zona rural entre los 22° a 24 °C; su precipitación media anual es de 2000 a 3000 mm. tiene dos períodos de lluvia; uno de marzo a junio y otro de septiembre a diciembre, siendo octubre el mes más lluvioso.
Cuenta con la reserva natural con mayor biodiversidad de flora y fauna, con una extensión de 5000 hectáreas aproximadamente. Unas de las reservas naturales más ricas del país.
| Parámetros climáticos promedio de Landázuri                                         | Parámetros climáticos promedio de Landázuri | Parámetros climáticos promedio de Landázuri | Parámetros climáticos promedio de Landázuri | Parámetros climáticos promedio de Landázuri | Parámetros climáticos promedio de Landázuri | Parámetros climáticos promedio de Landázuri | Parámetros climáticos promedio de Landázuri | Parámetros climáticos promedio de Landázuri | Parámetros climáticos promedio de Landázuri | Parámetros climáticos promedio de Landázuri | Parámetros climáticos promedio de Landázuri | Parámetros climáticos promedio de Landázuri | Parámetros climáticos promedio de Landázuri |
| Mes                                                                                 | Ene.                                        | Feb.                                        | Mar.                                        | Abr.                                        | May.                                        | Jun.                                        | Jul.                                        | Ago.                                        | Sep.                                        | Oct.                                        | Nov.                                        | Dic.                                        | Anual                                       |
| ----------------------------------------------------------------------------------- | ------------------------------------------- | ------------------------------------------- | ------------------------------------------- | ------------------------------------------- | ------------------------------------------- | ------------------------------------------- | ------------------------------------------- | ------------------------------------------- | ------------------------------------------- | ------------------------------------------- | ------------------------------------------- | ------------------------------------------- | ------------------------------------------- |
| Temp. máx. media (°C)                                                               | 26.8                                        | 27.0                                        | 26.8                                        | 26.8                                        | 26.9                                        | 26.9                                        | 27.0                                        | 27.1                                        | 26.7                                        | 26.4                                        | 26.1                                        | 26.4                                        | 26.7                                        |
| Temp. media (°C)                                                                    | 22.8                                        | 22.8                                        | 22.8                                        | 22.9                                        | 23.0                                        | 23.0                                        | 23.0                                        | 23.1                                        | 22.8                                        | 22.5                                        | 22.5                                        | 22.6                                        | 22.8                                        |
| Temp. mín. media (°C)                                                               | 17.9                                        | 17.7                                        | 17.6                                        | 17.6                                        | 17.7                                        | 17.6                                        | 17.4                                        | 17.5                                        | 17.1                                        | 17.0                                        | 17.0                                        | 17.5                                        | 17.5                                        |
| Precipitación total (mm)                                                            | 112                                         | 163                                         | 207                                         | 297                                         | 352                                         | 316                                         | 255                                         | 250                                         | 304                                         | 341                                         | 288                                         | 182                                         | 3067                                        |
| Días de precipitaciones (≥ 1 mm)                                                    | 13                                          | 15                                          | 18                                          | 22                                          | 25                                          | 23                                          | 23                                          | 23                                          | 23                                          | 24                                          | 21                                          | 17                                          | 247                                         |
| Humedad relativa (%)                                                                | 88                                          | 89                                          | 89                                          | 88                                          | 89                                          | 88                                          | 86                                          | 86                                          | 87                                          | 89                                          | 90                                          | 90                                          | 88.3                                        |
| Fuente: Instituto de Hidrología, Meteorología e Investigaciones Ambientales (IDEAM) |                                             |                                             |                                             |                                             |                                             |                                             |                                             |                                             |                                             |                                             |                                             |                                             |                                             |

## Superficie
Tiene una extensión de 63100 hectáreas dividido en dos zonas bien demarcadas; al sur occidente grandes extensiones de tierra plana cubiertas de algunos bosques y pastos con elevadas temperaturas, este territorio corresponde a la región del Magdalena Medio santandereano. Al norte están las estribaciones de la cordillera oriental con sinuosidades abruptas.

## Hidrografía
Como riqueza hídrica y paisajista se pueden definir cuatro ríos importantes para Landázuri: El Horta, Río Carare, Río Guayabito y Río Blanco, las quebradas La Armera, La Negra de Armas, La Vizcainera y otras de menor caudal que surten acueductos veredales..
Cerca de la cabecera municipal nace el Río Guayabito que recorre el municipio desde su parte central hasta el occidente.

## Geología
La zona de Landázuri se caracteriza por presentar un tren de fallamiento de dirección Noreste - Suroccidente, compuestas por fallas de cabalgamiento o sobre escurrimientos de estratos incompetentes presentándose replegamiento y fracturamiento de las rocas del sector.
Las rocas sobre las cuales descansa el municipio de Landázuri se compone de lutitas fracturadas y rellenas en su parte superior por material arcilloso, proveniente del suelo de horizonte B.

## Economía
El departamento de Santander se encuentra surcado por una extensa red hidrográfica que fluye principalmente hacia el oeste, donde encuentra la principal arteria departamental y nacional, el río Magdalena. Las principales corrientes son río Sogamoso formado por los ríos Chicamocha y Suárez; río Lebrija al que fluyen el Cáchira, San Alberto, de Oro, Suratá; río Oponcito, formado por los ríos La Colorada, Cascajales y Quebrada Aguas Blancas; río Opón al que convergen río Verde y Quebrada La India; río Carare al que corren río Minero, Guayabito y San Juan.
Cada una de las grandes cuencas tiene una gran cantidad de subcuencas, las cuales se integran por microcuencas. A la escala de trabajo se marcan solamente las correspondientes hasta subcuenca, teniendo en cuenta que no es posible representar gráficamente a todas ellas 3.
Para el municipio de Landázuri, se observa gran cantidad de caños, quebradas y en menor proporción ríos como protagonistas de la variable climatológica, donde los mayores caudales que se presentan, son mejor evidenciados en los sistemas hidrográficos de las cuencas del Río Carare y del Opón, perteneciendo a la Gran Cuenca del Río Magdalena.